# Nick von Esmarch
Nick von Esmarch (2 de novembro de 1976) é um ator norte-americano nasceu em, San Mateo, California.